# 茅崇本
茅崇本（1550年—？），字仲立，號心渊，直隸鎮江府丹徒縣人，民籍，明朝政治人物。

## 生平
萬曆四年（1576年）丙子科應天府鄉試第九十八名，萬曆八年（1580年）庚辰科會試第一百四十二名，登三甲第一百五十三名進士。吏部觀政，本年授吉安府推官，十五年官至南京刑部主事，卒。

## 家族
曾祖茅堅，贈奉政大夫南京戶部郎中；祖父茅鑾；父茅治。母姜氏。